# ポテン・ヒッツ 〜シングル・コレクション〜
『ポテン・ヒッツ 〜シングル・コレクション〜』（SCHA DARA PARR The Poten Hits -Singles Collection-）は、スチャダラパーのベスト・アルバム。1994年10月21日発売。発売元はデフスターレコーズ。

## 解説
- スチャダラパー初のベスト・アルバム。シングルコレクションの構成となっている。
- 初回盤にはブックレットが付属した[1]。

## 収録曲
1. N.I.C.E.GUY(NICE GUITAR DUB)
2. アニよマイクをとれ
3. ゲームボーイズ
4. あんた誰？(REMIX)
5. Bits of "NONSENSE"
6. Trio The Caps
7. スチャダランゲージ ～質問:アレは何だ？～(PRINCE PAUL MIX)
8. SHINCO ABOUT IT
9. SANTAFUL WORLD
10. コロコロなるまま
11. 今夜はブギー・バック (Live at BIG EGG?)
12. コロコロなるまま featuring 佐波圭百(年男登生MIX)
13. トラベル・チャンス(Crab Tunin')
14. SANTASTIC MIX featuring ピアノ星人～星に願いを
15. Little Bird Strut(Live)